# Umbrisol

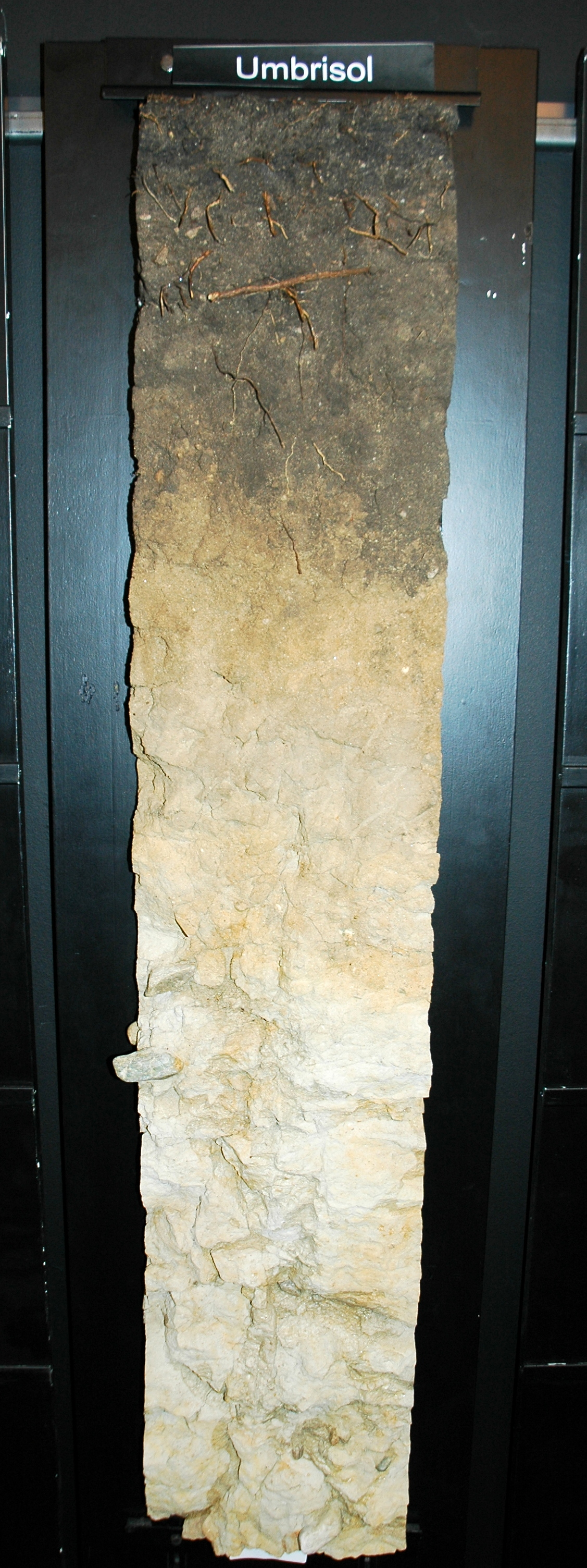
Umbrisol

Een Umbrisol (in de World Reference Base for Soil Resources) is een bodem, veelal met een lage basenverzadiging, met een donkere bovengrond (A horizont) en waarin zich zoveel organische stof heeft geaccumuleerd in de minerale bodem dat dit de eigenschappen en het gebruik van de bodem duidelijk beïnvloedt. Umbrisols zijn de tegenhanger van vergelijkbare bodems met een hoge basenverzadiging als Chernozems, Kastanozems en Phaeozems. In de Amerikaanse classificatie (Soil taxonomy) zijn ze onderscheiden als Great Groups van de Entisolen en Inceptisolen, in de Russische bodemclassificatie staan ze bekend als zeer donkere humus bodems.
Umbrisols zijn ontwikkeld in verweringsmateriaal van siliciumhoudend gesteente. Ze worden gevonden in de vooral koele vochtige klimaatzones in bergstreken, ook in de tropen en subtropen, met weinig of geen vochttekorten.
De meeste Umbrisols hebben een natuurlijke of semi-natuurlijke vegetatie. Umbrisols boven de boomgrens in de Andes, Himalaya en Centraalaziatische bergketens, of op lagere breedtes in Noord- en West-Europa waar het natuurlijke bos grotendeels is verdwenen, kennen een vegetatie van korte grassen met een lage nutritionele waarde. Loofbos komt vooral voor op Umbrisolen in Brazilië en in de Verenigde Staten. Umbrisols in tropische bergstreken van Zuid-Azië en Oceanië kennen een montaan tropisch bos.
De aanwezigheid van hellingen en natte en koele klimaatomstandigheden beperken het landbouwkundig gebruik meestal tot
extensive veeteelt. Managementpraktijken richten zich hier op de introductie van verederlde grassen en het verbeteren van de pH door bekalking. Veel Umbrisols zijn gevoelig voor erosie. Terrassering van de minder steile hellingen is vaak verstandig bij permanente landbouw. Onder gunstige condities worden ook gewassen als granen en wortelgewassen geteeld in Verenigde Staten, Europa en Zuid-Amerika, en thee en cinchona in Indonesië. Koffieteelt op Umbrisolen vraagt om hoogwaardig nutrientenmanagement. In Nieuw-Zeeland, zijn Umbrisolen zeer productief en in gebruik voor intensive schapenhouderij, melkveehouderij, en voor de productie van akkerbouwgewassen.
Umbrisols beslaan ongeveer 100 miljoen hectare over de gehele wereld. In Zuid-Amerika, zijn ze te vinden in de Andes (Colombia, Ecuador, Venezuela, Bolivia en Peru). Ook vindt men ze in Brazilië, in Lesotho en in Zuid-Afrika. In Noord-Amerika bevinden Umbrisolen zich voornamelijk langs de noordwestelijke (Pacifische) kust. In Europa langs de Atlantische kusten, zoals in IJsland, op de Britse eilanden en in noordwest Portugal en Spanje. In Azië, vinden we ze in de bergketens lang het Baikalmeer, op de flanken van de Himalaya, met name in India, Nepal, China en Birma. Umbrisols komen ook voor op lagere breedtes in het oosten van India, in Birma en op Sumatra. In Oceanië, vindt men ze in de bergen van Papoea-Nieuw-Guinea, in zuidoost Australië en op het oostelijke deel van het Zuidereiland in Nieuw-Zeeland.

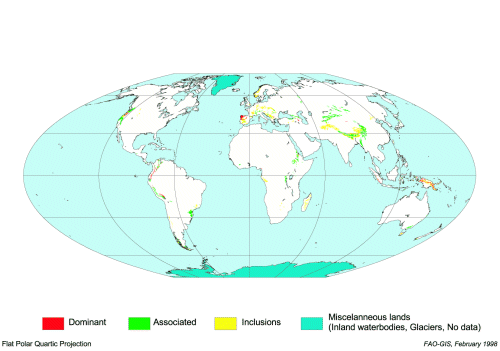
Voorkomen van Umbrisols